# 迪斯河
迪斯河（法語： 或 ，法語發音：[d̪ɥis]）是法国的一条河流，位于埃纳与马恩两省，是叙尔默兰河的左支流。 